# Thorophos euryops
Thorophos euryops är en fiskart som beskrevs av Bruun, 1931. Thorophos euryops ingår i släktet Thorophos och familjen pärlemorfiskar. Inga underarter finns listade i Catalogue of Life.